# Willy De Greef
Willy De Greef (2 januari 1953) is een Vlaamse acteur, regisseur en scenarist.
Voor televisie vertolkte hij begin jaren 1990 de rol van inspecteur Herman Henry in de VTM-crimi Commissaris Roos, waarvoor hij ook enkele scenario's schreef. Verder dook hij als gastacteur op in Sedes & Belli (Meester Jacobs), Spoed (Jef Willems), Recht op Recht (Dhr. Loontiers in 2000), F.C. De Kampioenen (Brusselse agent in 2004), Flikken (Hugo Vermaut) en Zone Stad (Vader Rooms). Momenteel speelt hij de rol van Arne Impens in de VTM-soap Familie.
Willy De Greef is sinds 1986 zaakvoerder van Oozenfant bvba.